# Villanueva de los Infantes (Valladolid)
Villanueva de los Infantes – gmina w Hiszpanii, w prowincji Valladolid, w Kastylii i León, o powierzchni 19,2 km². W 2014 roku gmina liczyła 114 mieszkańców.